# Општина Каца (Брашов)
Каца (рум. Caţa) општина је у Румунији у округу Брашов.
Oпштина се налази на надморској висини од 515 m.